# Якуплу (квартал на Истанбул)
„Якуплу“ (на турски: Yakuplu) е квартал на Истанбул, разположен в градска околия Бейликдюзю. Общата му площ е 7,3 км2. Според данни на Адресната система за регистриране на населението (ABPRS) към 2024 г. населението на „Якуплу“ е 57 229 жители.